# Frank D'Rone

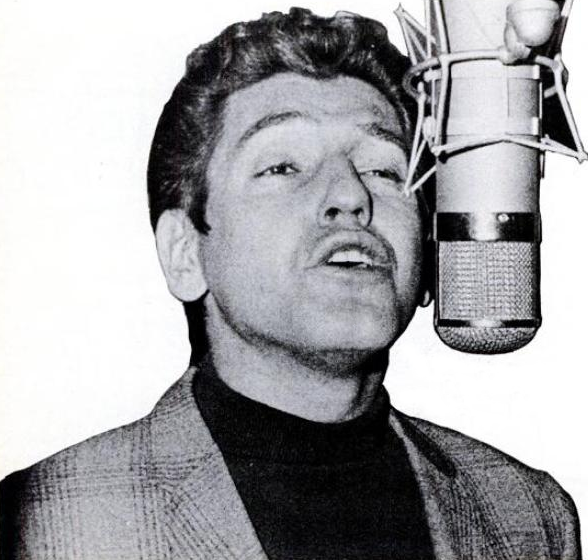
Frank D'Rone 1968.

Frank D'Rone, född som Frank Caldarone 26 april 1932 i Brockton, Massachusetts, död 3 oktober 2013 i Wheaton, Illinois, var en amerikansk jazzmusiker.
D'Rones första album Frank D'Rone Sings utkom 1959 på skivbolaget Mercury Records. År 1960 utkom uppföljaren After The Ball på samma skivbolag.
Under sin långa karriär uppträdde D'Rone tillsammans med artister som Frank Sinatra och Liza Minnelli. Hans sista album Double Exposure utkom 2012 på Whaling City Sound.
D'Rone var uppvuxen i Providence, Rhode Island och blev framgångsrik som jazzmusiker i Chicago.